# Ata Kandó
Pour les articles homonymes, voir Kando et Görög.
Ata Kandó, née Etelka Görög (Görög Etelka dans l’ordre habituel hongrois) à Budapest (Autriche-Hongrie) le 17 septembre 1913 et morte à Bergen (Pays-Bas) le 14 septembre 2017, est une photographe néerlandaise d'origine hongroise.
Commençant la pratique de son art dans les années 1930 avec des photographies d'enfants, Kandó travaillera plus tard comme photographe de mode, puis elle s'intéressera aux réfugiés et voyagera en Amazonie pour photographier des paysages et des peuples autochtones.

## Biographie

### Débuts
Etelka Görög est née à Budapest le 17 septembre 1913 dans une famille juive hongroise, de Margit (née Beke) et Imre Görög. Son père était professeur et traducteur de littérature russe. Il avait été fait prisonnier de guerre en Russie pendant la Première Guerre mondiale. Sa mère traduisait la littérature scandinave en hongrois et parlait cinq langues. Le grand-père maternel d'Etelka, Manó Beke, était un mathématicien renommé.
Quand elle apprend à parler, Etelka n'arrive prononcer son propre nom et s'appelle Ata, surnom qu'elle continue ensuite à utiliser . Ses parents encouragent leur fille dans la poursuite d'une profession artistique. Elle s'intéresse au dessin et s'inscrit à l'académie privée de Sándor Bortnyik. En 1931, elle épouse un artiste peintre, Gyula Kandó. Le couple s'installe à Paris, mais en raison de difficultés financières, revient à Budapest en 1935. Après avoir gagné un appareil photo dans un concours d'affiches, elle décide de devenir photographe professionnelle. Passant ainsi des études du dessin à la photographie, Kandó commence à étudier avec Klára Wachter et Mariann Reismann, et complète son apprentissage avec Ferenc Haár, puis József Pécsi.

### Carrière
Ata Kandó et son mari retournent à Paris en 1938 et elle ouvre un studio de photographie avec la femme de Ferenc Haár. Elle s'intéresse principalement à la photographie d'enfants. Son activité se développe, mais en 1940, l'invasion allemande de Paris précipite leur expulsion et le retour du couple en Hongrie. En 1941, Kandó a un fils, Tamás, et deux ans plus tard, elle donne naissance à des jumelles, Júlia et Magdolna. Ses parents et ses sœurs ont été forcés de se cacher à cause de leurs origines, mais comme le mari de Kandó n'était pas juif, et l'acte de mariage hongrois la protégeant, Kandó a pu se déplacer librement. Tous deux travaillent pour la Résistance, cachant des juifs dans leur maison.
En 1947, la famille revient à Paris et Ata Kandó reprend sa carrière de photographe avec un appareil photo qu'elle reçoit de Robert Capa à la suite de la perte du sien. Capa l'embauche pour travailler au laboratoire Magnum Photos où elle reste jusqu'en 1952. Ne parvenant pas à s'insérer à Paris, son mari retourne en Hongrie en 1949 pour chercher du travail afin que la famille puisse le rejoindre, mais à la fin de 1949 l'établissement du Rideau de fer signifie pour la famille la séparation. Un peu plus tard, Kandó et son mari se séparent et Ata tombe amoureuse d'un photographe hollandais de 25 ans, Ed Van der Elsken, rencontré dans les locaux parisiens de l'agence Magnum. Le couple vit ensemble pendant quatre ans avant de se marier en 1954 et de s'installer aux Pays-Bas. Moins d'un an plus tard, ils divorcent et elle se retrouve seule dans un pays étranger avec trois enfants. Elle se tourne alors vers la photographie de mode, prend des photos pour des maisons de couture hollandaises et françaises renommées et voyage avec ses enfants pour des séances photos dans les Alpes.
En 1956, Ata Kandó se rend à la frontière austro-hongroise pendant l'insurrection de Budapest. Elle souhaite prendre des photos des réfugiés, mais ne parvient à convaincre d'autres photographes de l'accompagner. Finalement, la photographe Violette Cornelius la rejoint. Les deux femmes s'envolent pour Vienne et prennent des photos d'enfants de réfugiés, en précisant que les produits de la vente bénéficieront aux réfugiés. Le livre, qui n'a aucun titre, mais qu'on appelle "le Livre Rouge" en raison de sa couleur, est tiré rapidement afin qu'il puisse sortir à Noël. Les ventes rapportent plus de 250 000 dollars,. L'année suivante, Kandó publie un livre appelé Droom in het woud
(Rêve en forêt) qui représente les voyages de vacances qu'elle avait pris en Suisse et en Autriche avec ses enfants. Son fils, Tamás, alors âgé de quatorze ans, écrit les textes accompagnant les photos oniriques. Plusieurs librairies aux Pays-Bas refusent de vendre le livre, estimant que les séquences de rêves sont trop érotiques,.
Kandó revient à la photographie de mode et obtient un poste d'enseignant dans un collège hollandais. En 1959, elle remporte une médaille d'argent à Munich pour la meilleure photo de mode de l'année et commence à travailler à l'Académie des Arts hollandais de Design et des Arts Graphiques à Utrecht. En 1961, grâce à un mannequin, Barbara Brandlín, qui travaille comme assistante de l'architecte Le Corbusier, Kandó est invitée à visiter Caracas. Elle photographie Brandlín dans la jungle et par le biais d'un prêtre français, parvient à prendre un vol intérieur et à réaliser aussi des photos de peuples indigènes. Elle y retourne en 1965 et fait plus de photographies du paysage d'Amazonie et des autochtones. Elle réalise également des photos de pêcheurs de baleine péruviens pendant le second voyage. Les photographies sud-américaines sont publiées dans le magazine National Geographic et quelques photos achetées par le British Museum et des collectionneurs privés. En 1970, certaines d'entre elles sont publiées dans un livre intitulé A Hold véréből.
En 1979, Kandó s'installe à Sacramento en Californie pour être plus près de son fils, maintenant connu sous le prénom de Thomas,. Elle continue à travailler et à publier des photographies aux États-Unis pendant une décennie. Son travail est de plus en plus reconnu. Elle reçoit la Médaille Pro Cultura Hungarica en 1991. En 1998, elle reçoit le Prix Imre Nagy et la même année, elle et son mari reçoivent la distinction de Juste parmi les Nations, attribuée par Israël aux personnes ayant sauvé des juifs pendant l'Holocauste. En 1999, l'Association de Photographes hongrois lui attribue un prix pour l'ensemble de son œuvre.

### Fin de carrière
En 1999, Kandó part pour l'île de Wight au Royaume-Uni afin d'être près d'une de ses filles, et en 2001, elle retourne aux Pays-Bas et s'installe à Bergen. En 2003, elle publie un second volume des photographies prises de ses enfants sur leurs lieux de vacances entre 1954 et 1955. Le livre avait à l'origine été planifié pour être publié comme une suite à Droom in het woud, mais à cause de la faible réception de Droom en 1957, Kandó ne l'avait pas publié à cette époque. Le livre devait au départ s'appeler Ulysse, mais fut rebaptisé en 2003 et publié sous le nom Kalypso & Nausikaä – Foto's naar Homerus Odyssee. En 2004, à l'occasion de ses 90 ans, des photographies du Livre Rouge sont montrées aux Pays-Bas. Deux ans plus tard, Kandó expose ses œuvres en coopération avec l'Ambassade hongroise à Berlin, dans laquelle figurent aussi des photographies d'enfants de réfugiés de 1956. En 2013, pour son 100e anniversaire, une traduction anglaise et hongroise de Rêve dans la Forêt est publiée et le Musée hongrois de la Photographie tient une exposition pendant deux mois représentant ses œuvres. Le musée de la photographie néerlandais expose son travail en 2014, avec des portraits faits par d'autres photographes.

### Décès
Ata Kandó meurt à Bergen le 14 septembre 2017, trois jours avant son 104e anniversaire.